# カラマズー (ミシガン州)
カラマズー（Kalamazoo）は、アメリカ合衆国ミシガン州の都市。カラマズー郡の郡庁所在地である。人口は7万3598人（2020年）。カラマズー郡1郡のみで成る都市圏を形成している。
カラマズーはロウアー半島南西部における産業・文化の中心となっている都市である。加えて学園都市としての要素も持っており、一流のリベラルアーツ・カレッジであるカラマズー大学や地域密着型の州立大学である西ミシガン大学がキャンパスを置いている。また、ギブソン発祥の地としても知られている。
また、カラマズーは、日本の作家永井荷風が1904年から1905年にかけて居を構えていた地でもある。

## 市名とその由来
カラマズーの市名は市内を流れるカラマズー川に由来している。しかし、「カラマズー」という名そのものがどこから来ているのかということに関しては以下のように諸説ある。
1. ヘンリー・スクールクラフトによる解釈を基にした説。ネイティブ・アメリカンのポタワトミ族の言語で「カワウソの尾」を意味するnegikanamazoから来ているとしている。
2. ポタワトミ族のフリート・フッドの伝説に基づくとする説。花嫁を勝ち取るために、フリートは居住地から河岸のある地点まで走って行き、ポットに入った水が沸騰する前に戻ってこなければならなかった。これは白人の入植者がこの地に定住するようになる数十年前、1810年頃のことであったと考えられている。1823年に描かれた地図には、ポタワトミ族の言語で「沸騰する水が入ったポット」を意味するkikalamezoという語が記されている。この語がフリート・フッドの伝説に由来していると考えられている。
  - この「沸騰する水が入ったポット」という訳語は、近隣の川が蛇行しながら流れており、その形状がポットに似ているということを表しているとする解釈もある。
  - またkikalamezoという語の訳語としては「蜃気楼」や「（光を）反射する水」もあてられている。これらの訳語例から、当時は清流であった川を表しているとする解釈もある。
3. 土着のオジブワ族やオタワ族の言語で「煙で燻された」という意味のGiikanaamozoogから転訛したという説。カラマズー川の暗い流れを表しているとしている。
4. もともとこの都市は、川を歩いて渡ることが容易な浅瀬の近くに造られたことから、カラマズーという語が川の浅瀬を意味しているとする説もある。
5. 初期の公式紙には、カラマズーという名は「インディアンに狩られた動物がもがき死ぬ場所」という意味のネイティブ・アメリカンの言語に由来している、と記されている。

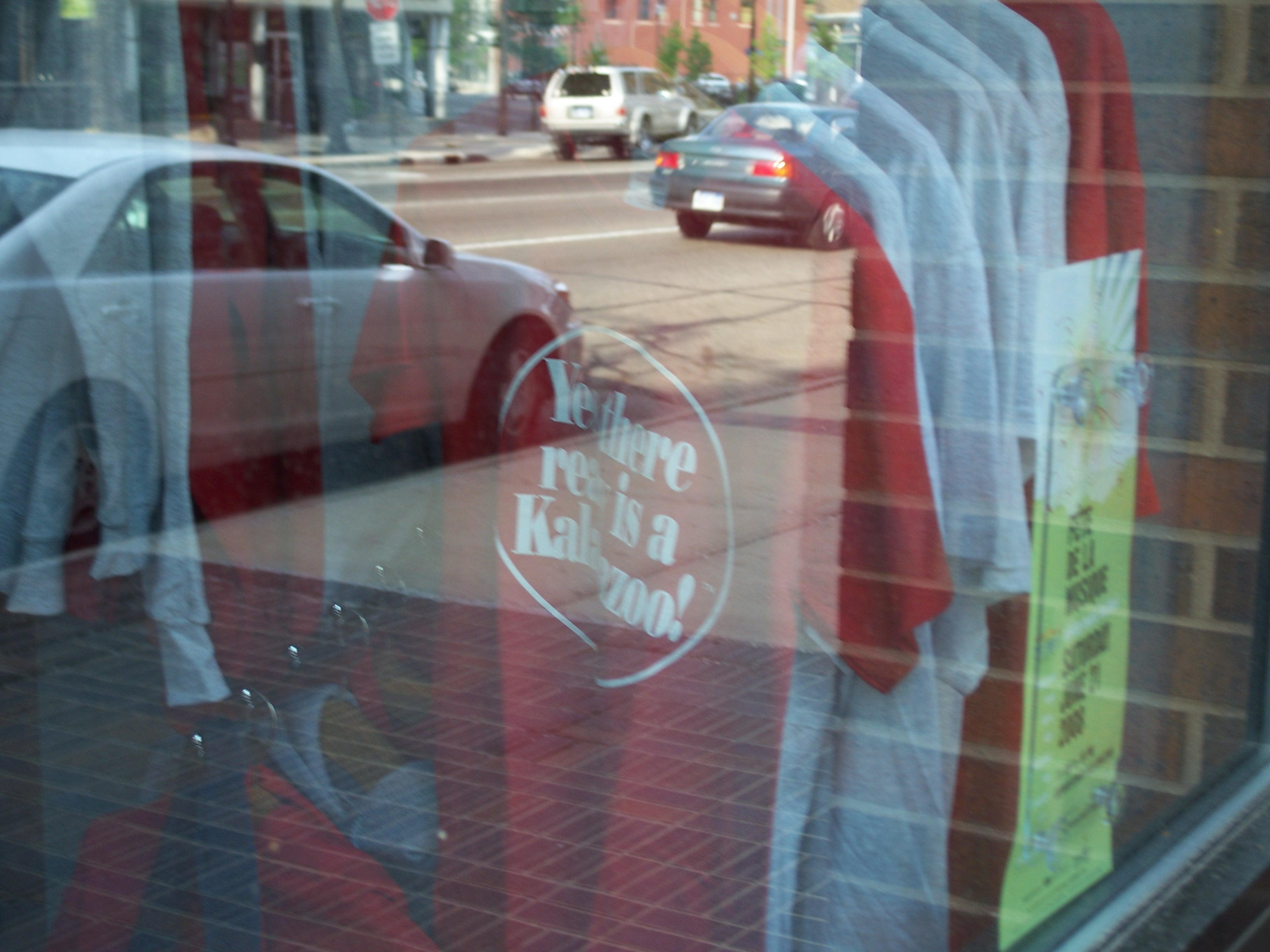
カラマズー市内の商店で売られている、Yes, there really is a Kalamazoo!とプリントされたTシャツ

その一風変わった名から、「ティンブクトゥからカラマズーまで」とよく称される。カラマズー市内では、Yes, there really is a Kalamazoo!とプリントされたTシャツが売られている。
また、オペラやジャズ、さらにはポップ・カルチャーの中にも「カラマズー」の名はしばしば出てくる。フィリップ・グラスが1976年に発表したオペラ、「浜辺のアインシュタイン」にはカラマズーの名が出てくる。グレン・ミラーは"I've Got a Gal in Kalamazoo"という楽曲を出した。ベン・フォールズ・ファイヴ、プライマス、ドクター・フリーマン・アンド・ザ・ディフェンダーズ・オブ・ザ・ユニバース、ルナ、マイク・クレーバーはそれぞれ"Kalamazoo"というタイトルの楽曲を発表した。ジョニー・キャッシュの"I've Been Everywhere"にもカラマズーが登場する。また、ラスカルズの"All Over The World"やクリーデンス・クリアウォーター・リバイバルの"Down on the Corner"にもカラマズーの名が出てくる。2006年に発表されたインディペンデント映画"Kalamazoo?"は、タイトルにカラマズーの名を冠しているのみならず、ストーリーもカラマズーを舞台とし、撮影も全編にわたってカラマズーで行われた。

## 歴史
紀元前から、この一帯にはネイティブ・アメリカンによるホープウェル文化が栄えていた。現在のダウンタウンにあるブロンソン・パークには、ホープウェル文化の特徴のひとつでもある、死者を葬った小さな塚が残っている。ホープウェル文化は8世紀頃に衰退し、別の部族に取って代わられていった。ヨーロッパ人が入植し始めた頃には、この地にはポタワトミ族が住み着いていた。
記録に残っている中では、この地に足を踏み入れた最初のヨーロッパ人はロベール＝カブリエ・ド・ラ・サールであるとされている。ラ・サールは1680年3月の終わり頃にこの地を訪れた。初期のヨーロッパ人定住者は主に18世紀終盤から19世紀初頭にかけてこの地に入植した毛皮取引商であった。毛皮取引商たちの越冬や、1820年頃の取引所の存在についての記録も残っている。

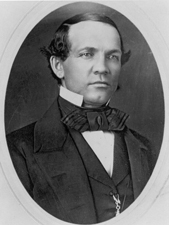
下院・上院両方の議員を務めたチャールズ・E・スチュアートは1835年にカラマズーに移住し、カラマズーで生涯を終えた。

米英戦争中には、イギリス軍によってこの地に鍛冶場と牢獄が置かれた。1821年にアメリカ合衆国連邦政府とネイティブ・アメリカンとの間に締結されたシカゴ条約によって、グランド川の南側はすべてアメリカ合衆国の領土となった。カラマズー川のほとりのこの地には、シカゴ条約によってネイティブ・アメリカンの村となる3マイル四方の土地が確保された。その6年後、1827年に締結されたセントジェセフ条約により、この村もミシガン準州に編入された。
1829年、コネチカット州出身のタイタス・ブロンソンは、白人入植者としては初めて現在のカラマズー市域内に家を建てた。翌々年の1831年には、ブロンソンは区画を整理し、造り上げた村に自らの名を冠した。ブロンソンはよく「エキセントリックで議論好きな人物」と言われ、後に町から出て行った。1836年、ブロンソンが桜の木を盗んで罰金刑に課せられたことなどもあって、ブロンソン村はカラマズーに改名された。しかしブロンソンの名は、現代のカラマズーにおいてもブロンソン・パークをはじめ、市内の各所に残っている。カラマズーは1838年に正式な村となり、1883年に市に昇格した。
市に昇格してからもカラマズーは成長を続け、1970年には人口85,555人を数えた。しかし1970年代に入ると、その成長にもかげりが見え始めた。この頃になると、カラマズー公立学区でも差別撤廃に向けたバス通学が行われ、ダウンタウンの学校に通っていた黒人の生徒を白人の多い郊外の学校へ、また白人の生徒をダウンタウンの学校へそれぞれスクールバスで通わせるという取り組みがなされた。しかしこの取り組みは万人に受け入れられたものではなく、カラマズー公立学区を避け、隣接する学区に引っ越す白人の家庭が出てくる世になった。この結果、カラマズーの市域人口はその後20年間で約1割減少した。それでも、デトロイトなどよりホワイト・フライトの激しかった州内の他の大規模な学区に比べると、上手くいった部類に入るものであった。このバス通学制は1990年代後半まで続いた。

## 地理
カラマズーは北緯42度17分24秒 西経85度35分24秒 / 北緯42.29000度 西経85.59000度に位置している。シカゴとデトロイトのほぼ中間点にあたる位置にあり、両都市からそれぞれ230kmほどの距離である。また、西ミシガンの中心都市グランドラピッズからは南へ約80kmである。
アメリカ合衆国統計局によると、カラマズー市は総面積65.2km²（25.2mi²）である。そのうち63.9km²（24.7mi²）が陸地で1.3km²（0.5mi²）が水域である。総面積の1.99%が水域となっている。市域の大部分はカラマズー川の南西岸に広がっているが、市域の一部、面積約7.3km²(2.8mi²）の地域は対岸に位置している。アルカディア・クリークやポーテージ・クリークなど、いくつかの小さな支流はカラマズー市内を曲がりくねりながら流れている。市の北東部は比較的平坦な地形であるのに対し、西部から南部にかけては低い丘が連なり、やや起伏のある地形になっている。また、一帯には小さな湖沼が点在している。
ダウンタウンの西に隣接するスチュアート地区は古くからの住宅地で、ビクトリア様式やクイーン・アン様式の家屋が建ち並んでいる。ダウンタウンの南西に隣接する地域にはカラマズー大学や西ミシガン大学がキャンパスを構え、学生向けの住宅が多く建っている。市の南西部には高級住宅地が形成されている。一方、市の北部や東部には低所得者層が多く住んでいる。ダウンタウンの南の諸地区には住宅地と商業地が混在し、小売店が集中している。

## 政治
カラマズーはシティー・マネージャー制を採っている。カラマズーの市議会は7名の議員から成っている。改選は2年ごとに行われる。最多得票で当選した者は市長・議長となり、2番目に得票の多い者が副市長となる。しかし、市政の実質的な責任はシティー・マネージャーが負う。シティー・マネージャーは市議会に雇用され、市議会への報告義務を負っている。

## 教育
1833年に創立されたカラマズー大学はミシガン州内の私立大学の中でも最古の部類に入る、長い歴史を誇る一流のリベラル・アーツ・カレッジである。同学はUSニューズ&ワールド・レポート誌の大学ランキング（2008年版）で、全米のリベラル・アーツ・カレッジの中で第67位に入る評価を受けている。学生数は約1,300人、学生対教授の比は約13:1で、少数精鋭制による教育を行っている。同学は、約85%の学生が在学中に3-12ヶ月間留学する。また、約80%の学生がインターンシップを経験する。卒業後の博士号取得率が高く、1997ー2006の統計では全米第21位の取得率を誇り、スタンフォード大学よりも高い。同学は日本の早稲田大学と交換留学協定を結んでいる。同学はダウンタウンの南西に隣接するエリアにキャンパスを構えている。
西ミシガン大学はカラマズー市内にウェスト、イースト、オークランド・ドライブ、パークビューの4ヶ所のキャンパスを有している。このうち、最も規模が大きく、しばしば「メインキャンパス」と呼ばれるのが、カラマズー大学同様ダウンタウンの南西に隣接するエリアに広がるウェストキャンパスである。こちらは約24,000人（学部生約19,500人、大学院生約4,500人）の学生を抱える大規模な総合大学である。同学では、毎年5月に国際中世史学会が開かれ、世界中から中世史の研究に携わる教授・学生約3,000人が集まる。この学会では、大学院生が重要な役割を果たしている。
このほか、カラマズーにはカラマズー・バレー・コミュニティ・カレッジとダベンポート大学がキャンパスを置いている。カラマズー・バレー・コミュニティ・カレッジは約11,000人の学生を抱える2年制のコミュニティ・カレッジである。ダベンポート大学はグランドラピッズに本部キャンパスを、ミシガン州とインディアナ州の20ヶ所に分校キャンパスを置く高等教育機関で、MBAプログラムも有している。
カラマズーにおけるK-12課程はカラマズー公立学区の運営する公立学校によってカバーされている。同学区では篤志家からの寄付金によって、カラマズー・プロミスと呼ばれる奨学金制度が設けられている。これは、カラマズー公立学区の管轄する区域内に住み、カラマズー公立学区の公立学校を卒業した生徒がミシガン州内の州公立大学もしくはコミュニティ・カレッジに進学する場合、授業料および必要な費用の4年分全額を奨学金として支給するというものである。ただし、書籍代や寮費・食費は含まれない。この制度は2006年度卒業生から始められた。

## 交通

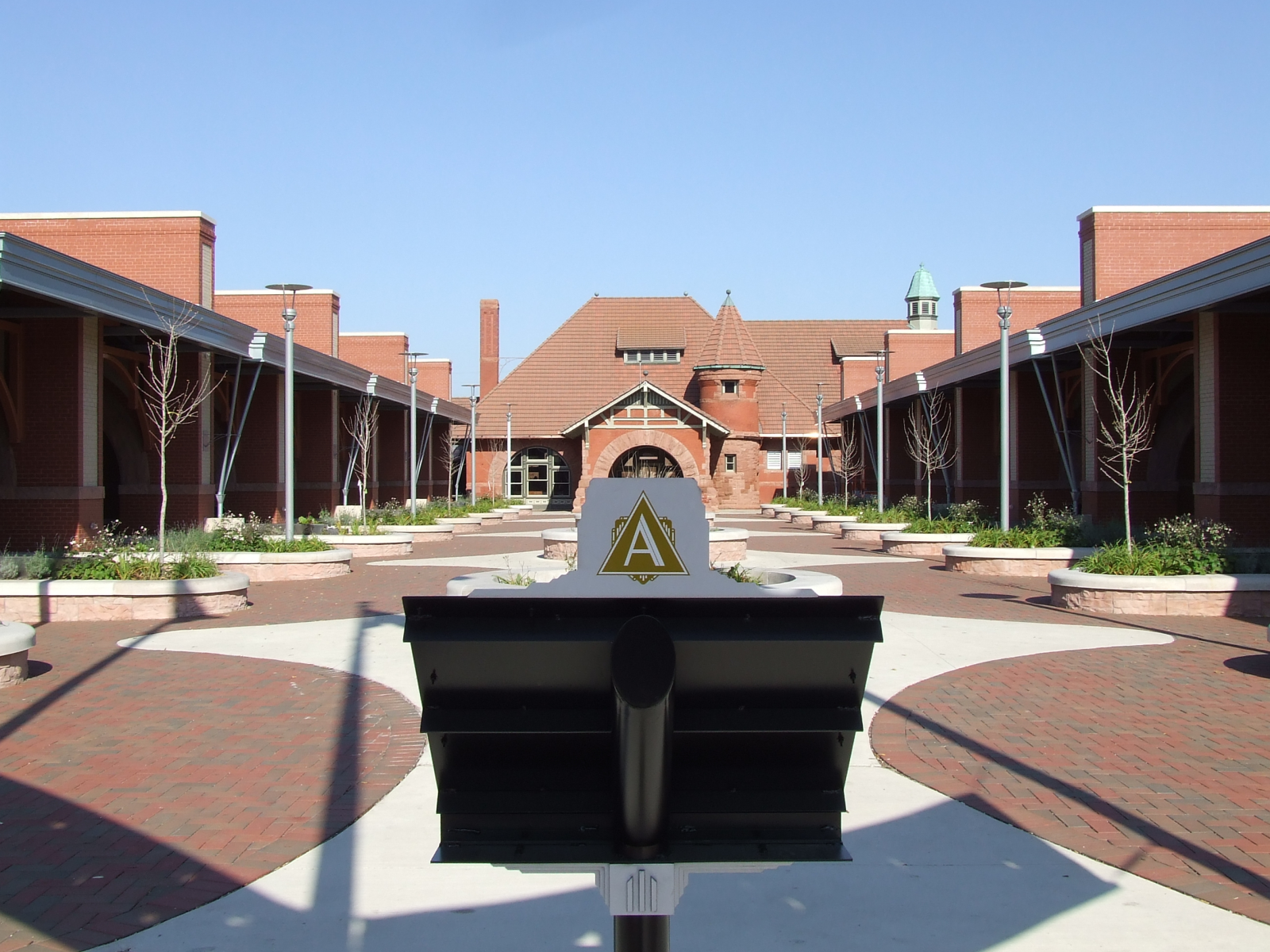
カラマズー交通センター。左右はバスターミナル。正面奥はアムトラック駅。

カラマズーの玄関口となる空港はダウンタウンの南東約6kmに位置するカラマズー・バトルクリーク国際空港（IATA: AZO）である。同空港にはデルタ航空がデトロイト・メトロポリタン・ウェイン・カウンティ空港からの便を発着させているほか、アメリカン航空がシカゴ空港を結ぶ便を提携航空会社で運航させている。
東にデトロイト、西にシカゴやミネアポリスへと通ずる州間高速道路I-94は市の南を通っている。グランドラピッズとカラマズーとを結ぶ国道131号線は高速道路規格となっており、市の西を通っている。
ダウンタウンに立地するカラマズー交通センターはグレイハウンドをはじめとする中長距離バスのターミナル、カラマズー都市圏交通局の運営する路線バスのターミナル、およびアムトラックの鉄道駅を兼ねている。ロマネスク調の鉄道駅舎は国家歴史登録財に指定されている。同駅にはシカゴからポートヒューロンへ向かうブルー・ウォーター号とデトロイト都市圏へ向かうウォルバリン号が停車する。これらの中距離列車2路線は1駅東のバトルクリーク駅で分岐する。この2路線にグランドラピッズへ向かうペレ・マーケット号をあわせた3路線の中距離列車はミシガン線（Michigan Services）と呼ばれている。

## 人口動態

### 都市圏人口
カラマズーの都市圏はカラマズー郡1郡のみから成っている。広域都市圏を形成する各郡の人口は以下の通りである（2010年国勢調査）。
カラマズー・バトルクリーク・ポーテージ広域都市圏
| 都市圏/小都市圏              | 郡           | 州         | 人口      |
| ---------------------------- | ------------ | ---------- | --------- |
| カラマズー・ポーテージ都市圏 | カラマズー郡 | ミシガン州 | 250,331人 |
| バトルクリーク都市圏         | カルフーン郡 | ミシガン州 | 136,146人 |
| スターギス小都市圏           | ポーテージ郡 | ミシガン州 | 61,295人  |
| コールドウォーター小都市圏   | ブランチ郡   | ミシガン州 | 45,248人  |
| 合計                         | 合計         | 合計       | 493,020人 |

### 市域人口推移
以下にカラマズー市における1850年から2010年までの人口推移をグラフおよび表で示す。
| 統計年 | 人口     |
| ------ | -------- |
| 1850年 | 2,507人  |
| 1860年 | 6,070人  |
| 1870年 | 9,181人  |
| 1880年 | 11,937人 |
| 1890年 | 17,853人 |
| 1900年 | 24,404人 |
| 1910年 | 39,437人 |
| 1920年 | 48,487人 |
| 1930年 | 54,786人 |
| 1940年 | 54,097人 |
| 1950年 | 57,704人 |
| 1960年 | 82,189人 |
| 1970年 | 85,555人 |
| 1980年 | 79,722人 |
| 1990年 | 80,277人 |
| 2000年 | 77,145人 |
| 2010年 | 74,262人 |

## 姉妹都市
カラマズーは以下の3都市と姉妹都市提携を結んでいる。
- キングストン（ジャマイカ）
- 沼津市（日本・静岡県）
- プーシキン（ロシア）

## 註
1. ↑  “Quickfacts.census.gov”. 2023年11月11日閲覧。
2. ↑  "I've Got a Gal in Kalamazoo". Song by Glenn Miller
3. ↑  "Kalamazoo". Song by Ben Folds Five.
4. ↑  "Kalamazoo". Song by Primus.
5. ↑  "Kalamazoo". Song by Luna.
6. ↑  "Kalamazoo". Song by Mike Craver.
7. ↑  "I've Been Everywhere". Song by Johnny Cash.
8. ↑  "Down on the Corner". Song by Creedence Clearwater Revival.
9. ↑  Main. Kalamazoo?
10. ↑  Locations. Kalamazoo?
11. ↑  Dunbar, Willis. Michigan: A History of the Wolverine State. pp.10-12. Wm. B. Edermans. Grand Rapids, Michigan. 1995年. ISBN 0802870554
12. 1 2  [Kalamazoo Centennial History Page 1 http://www.rootsweb.com/~mikalama/centhist1.htm].
13. ↑  The History of Kalamazoo MI. Living in Kalamazoo.
14. ↑  City Commission. City of Kalamazoo.
15. ↑  America's Best Colleges 2008 - Kalamazoo College. U.S. News & World  Report. 2007年.
16. ↑  協定校リスト アメリカ合衆国. 早稲田大学留学センター.
17. ↑  Couric, Katie. Affordable College for All. CBS.（動画）
18. ↑  “Quickfacts.census.gov-KC”. 2023年11月11日閲覧。
19. ↑  “Quickfacts.census.gov”. 2023年11月11日閲覧。